# Greco (guitare)
Pour les articles homonymes, voir Greco.

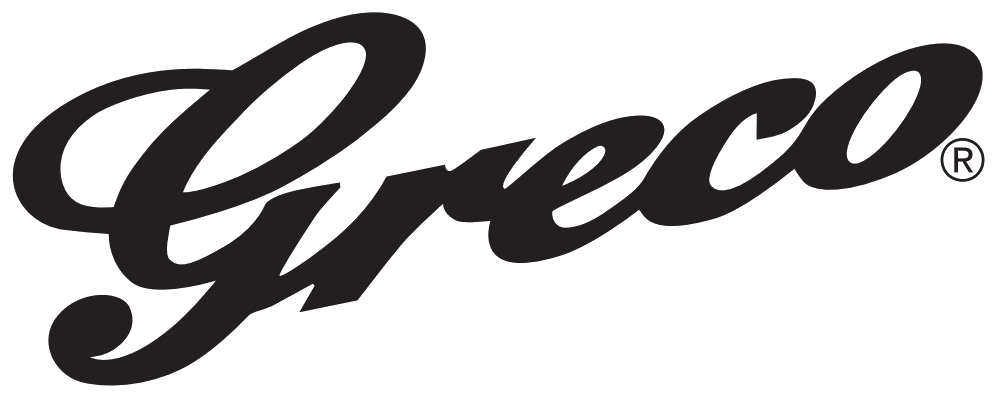
Logo.

Greco est un fabricant japonais de guitares et d'accessoires pour guitares. La marque Greco est apparue au début des années 1960 mais le démarrage « officiel » se situe autour de 1966/1967 avec l'impression des premiers catalogues.

## Historique
Greco appartient au groupe  Kanda Shokai, une société qui importe et distribue des instruments de musique dans tout le Japon. Dans les années 1960, ils décident d'ajouter la fabrication de leur propre marque à leurs activités. Au commencement, Le label Greco est réservé aux modèles électriques, les guitares acoustiques étant appelées Canda.
Le groupe Kanda fait  d'abord fabriquer ses instruments à l’usine Matsumoku, une des usines pionnières dans la fabrication de guitares électriques au Japon et qui fabriquera des Epiphone, Aria et Aria Pro II, sa propre marque Westone, etc. Kanda Shokai déplace petit à petit sa production à partir du milieu des années 1970 chez  Fujigen gakki, une autre usine qui fabriquera beaucoup pour Ibanez et Fernandes et Dyna gakki, une usine qui  fabrique beaucoup des Fender Japon actuelles.
Fujigen gakki  est, à l’époque, le principal fabricant pour le groupe Hoshino, qui possède la marque Ibanez. Greco et Ibanez auront plusieurs modèles en commun, dont la célèbre Mirage/Iceman, guitare réalisée pour Paul Stanley du groupe Kiss. Mais les deux sociétés ne sont pas liées outre mesure, Ibanez fabriquant principalement pour l'export et Greco étant une marque confinée au territoire japonais, les deux marques appartiennent à des groupes bien distincts. Greco est probablement la marque la plus célèbre au  Japon car leur catalogue a présenté des guitares pour tous les budgets, de plus c’est la seule marque japonaise à être réellement sortie des jalons Gibson, Rickenbacker et Fender.
Pendant dix ans, toutes les guitares mythiques américaines ont été copiées ; Gretsch, Danelectro, les célèbres basses Ampeg et Dan Armstrong, etc.
La marque commence par produire des modèles à manches vissés ; des « solid body » typées Telecaster, des « demi-caisse » ou des basses en forme de violon. En 1970, profitant du boom du hard rock au Japon, Greco sort des répliques de Gibson, marque beaucoup trop chères pour le consommateur japonais à l’époque. Les premiers modèles de Les Paul ont un manche vissé et des proportions approximatives (tête trop grosse, corps un peu petit), mais à partir de 1975/76, probablement en utilisant quelques Gibson originales comme modèles, la société parvient à fabriquer des instruments respectant les proportions de l'originale et avec un manche collé. C'est également à la même époque que les premiers numéros de série apparaissent. La marque copie à l'époque les modèles contemporains de chez Gibson et Fender. Mais un changement va s'opérer.

### «Super real collection»
En 1980 (en réalité, fin 1979), plutôt que de copier les modèles contemporains, Greco va lancer la série « super real », une gamme qui réplique absolument parfaitement les modèles mythiques qui ont fait la réputation des deux géants américains jusque dans les moindres détails. Cette série durera jusqu'en 1982. À cette époque, les copies de modèles Fender disparaissent. En effet, Fender, impressionné par les copies fabriquées par Kanda Shokai, décide de faire fabriquer une partie de sa production au Japon. La gestion en est confiée conjointement à Yamano et Kanda Shokai. Lors de l'acquisition de Gretsch, Fender confiera également à son partenaire la réalisation des modèles haut de gamme du catalogue.

### «Mint collection»
En 1982, la collection « super real » est remplacée par la gamme des « mint collection », qui perdurera jusqu’en 1988. La « mint collection » reprend également des modèles Gibson mais le cache de la barre de réglage du manche est modifié ainsi que la finition de la bordure des frettes. Les derniers modèles de la série copieront beaucoup de Gretsch, les copies de Gibson sont nettement restreintes et le vernis nitrocellulosique quasiment abandonné. Après la série « mint collection », une nouvelle série de copies est lancé entre 1989 et 1992/93 copiant quelques Les Paul (notamment des custom, reconnaissables au « split diamond ») , la J-160, les tout derniers modèles de cette série, sans numéro au dos de la tête sont fabriqués en Corée, à l'usine Cort. D’une manière générale, le début des années 1990 marque la fin des copies japonaises pour les différentes marques, sous la pression de Gibson qui impose sa marque Orville / Orville by Gibson jusqu’en 1998.
Depuis quelques années, Kanda Shokai a principalement développé des séries sous licence Zeimatis en collaboration avec la marque anglaise qui ont grande réputation. Kanda Shokai possède aussi la marque Ornetts.

## Production et numérotation
Les Greco sont en général équipées de mécaniques et chevalets fabriqués par Gotoh, les micros peuvent être fabriqués chez Maxon (U-1000, scream'in et U-2000) et, à partir des années 1980, chez Gotoh (Dry) également pour les modèles haut de gamme.
Le système de numérotation pour les guitares Greco fonctionne comme suit (avant 1975, les guitares n'ont pas de numéro de série. C'est la typo du logo Greco ou les pièces qui indiqueront l'année) :
Système 1 : 1975 - 1994, numérotation à une lettre et six chiffres. Par exemple K773422 signifie : 
- K = mois de production ( A = janvier, B = février... K = novembre, L = décembre)
- 77 (les deux chiffres suivants) = année de production (77 = 1977, 79 = 1979)
- 3422 (quatre derniers chiffres) = séquence de production.

Les guitares fabriquées chez Matsumoku en portent généralement le tampon, tandis que le tampon Matsumoto désigne Fujigen.
Système 2 : Il s'agit d'une numérotation à cinq chiffres inspiré de Gibson S/N. Elle est appliquée sur les super real series et ensuite sur les mint collection series. Par exemple 04236 signifie :
- Premier chiffre = année de production (0 = 1980 ou 1990, 2 = 1982 ou 1992)
- 4236 (quatre derniers chiffres) = séquence de production.

Dyna gakki utilise un système légèrement différent ; mois/année/séquence de production.
Système 3 : Après 1995 = identique au système 1
Les modèles supérieurs à 700 dans la gamme ont un vernis nitro. Comme pour les autres marques, la désignation se fait par deux lettres accompagnées d'un chiffre. EGF = Les Paul standard flametop, EGC = Les Paul Custom, EG = Les Paul standard, EJr = Les Paul junior, EGS = Les Paul SPecial, MM ou MG = melody maker, FV = flying V, PB = precision bass, JB = jazz bass, TB = thunderbird bass, EB = Eb bass, SS = SG models, JM = jazz master, JG= jaguar, ST = strats, TE = telecasters, SA = semi-acoustic (modèles types-335), FA = full acoustic (modèles type es-150),  L = modèles type L-5

## Micros
Modèles Super real et micros montés en série :
Micro frappé d’un numéro de série.
1er chiffre usine fabrication. 2eme chiffre année de fabrication.
3ème ouet 4ème chiffre mois de l’année de fabrication. Les autres chiffres correspondent à des sequences de production.
- EGF1800 DRY second version z on back
- EGF1200 DRY second version z on back
- EGF1000 PAF
- EG1000C DRY no z on the mic. First version
- EG900 PAF
- EGF850 PU-2
- EG800GS HOT LICK
- EG800C PU-2
- EG800PB U-2000
- EG800PR U-2000
- EG800 PU-2
- EG700 U-2000
- EG600PB U-1000
- EG600PR U-1000
- EG500 U-1000
- EG500C UD
- EF500J U-1000
- EG500GS UD-DX
- EG480 UD
- EG450 UD

Modèles Mint collection et micros montés en série :
- EG58-120 DRY
- EG-59-70 DOUBLE TRICK
- EG-56-60 HOT LICK
- EG-59-50 SCREAMIN
- EG59-45 SCREAMIN
- EJR54-50 HOT LICK
- SS63-70 DOUBLE TRICK
- SS63-50 HOT LICK
- EG59-65 SCREAMIN
- JP-55 SCREAMIN
- EGC95K DRY
- EGC68-50 SCREAMIN
- JS-98K DRY
- JS-65 DRY
- JS-55 SCREAMIN
- RR95K DRY
- RR65 DRY
- RR55 SCREAMIN
- EGC58-100 GROOVE
- EGC68-80 DOUBLE TRICK
- EGC57-60 SCREAMIN
- PC-98K DRY